# 473
Cette page concerne l'année 473  du calendrier julien. Pour l'année 473 av. J.-C., voir 473 av. J.-C. Pour le nombre 473, voir 473 (nombre).
L'année 473 est une année commune qui commence un lundi.

## Événements
- 3 mars : début du règne de Glycérius (Glycère), empereur d'Occident mis sur le trône par Gondebaud (fin en juin 474)[1].
- 31 octobre : Léon (v. 467-474), petit-fils de l'empereur byzantin Léon Ier et fils du futur empereur Zénon, est nommé César[2].
- 17 novembre : Léon Ier nomme Léon II le Jeune empereur byzantin associé (fin de règne en 474)[3].

- Après avoir ravagé la Thrace, Théodoric Strabo, commandant des Ostrogoths fédérés, fait la paix avec Léon Ier[3].
- Début du règne en Inde de Kumarâgupta II de la dynastie des Gupta (fin en 476)[4].
- Partage du royaume burgonde à la mort du roi Gondioc entre ses quatre fils, Gondebaud, Godégisile, Chilpéric II et Godomar[5].
- En Grande-Bretagne, dernière victoire d'Hengist et de son fils Esc, rois jutes du Kent, sur les Bretons[6].